# Lodi-Dynastie

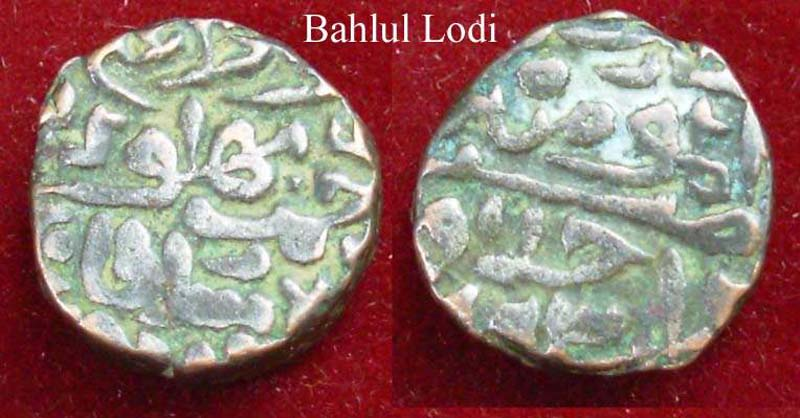
Silbermünze Bahlul Lodis

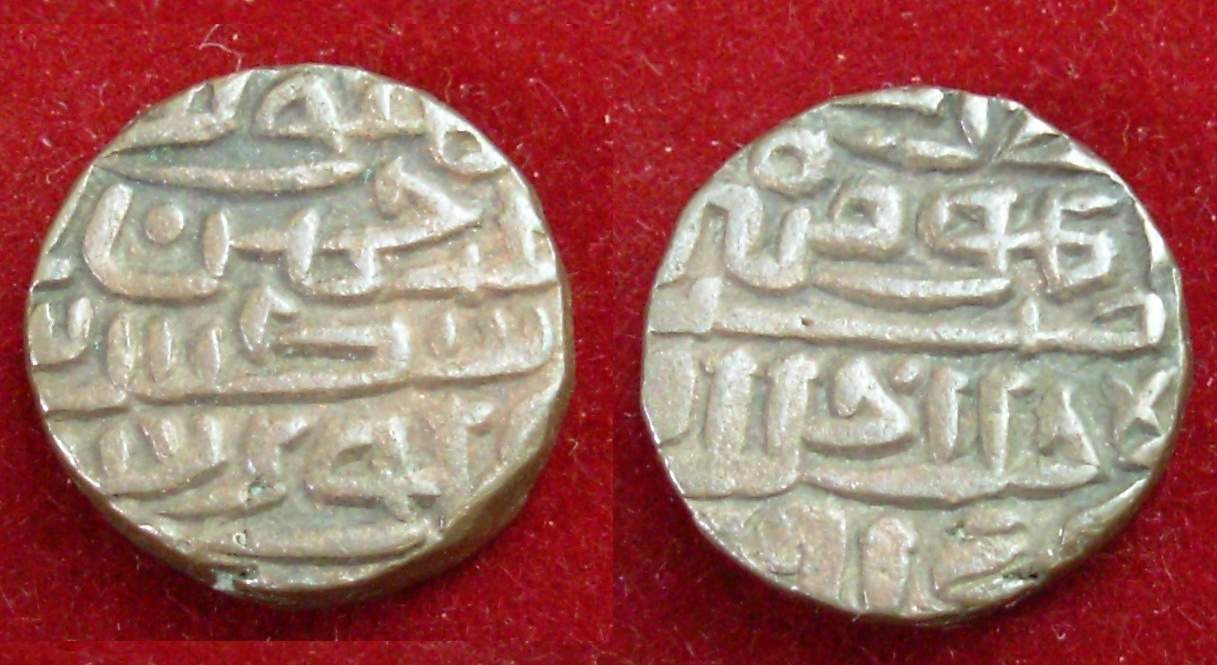
Silbermünze Sikandar Lodis

Die Lodi-Dynastie (auch Lodhi-Dynastie, Urdu:سلطنت لودھی) wurde von Bahlul Lodi (reg. 1451–1489), einem Fürsten des paschtunischen Lodi-Stammes, gegründet.

## Geschichte

### Bahlul Lodi
Nach der Abdankung des letzten Sayyid-Sultans, Alam Shah, am 19. April 1451 übernahm Bahlul Khan Lodi die Regierung über das Sultanat von Delhi. Der Staat beschränkte sich auf die Umgebung von Delhi und war von unabhängigen regionalen Fürstentümern umschlossen, die sich während der Regierungszeit der Tughluq-Dynastie und der Sayyid-Dynastie von der schwächer werdenden Zentralgewalt des Sultanats abgelöst hatten. Bahlul Khan Lodi war insofern war „eher der Vorsitzende eines Fürstenbundes als ein autokratischer Herrscher alten Stils“. Gleichwohl gab er seinen Anspruch auf das Territorium, das einst zum Großreich seiner Vorgänger gehörte, nicht auf. Er kooperierte mit den afghanischen Adligen, indem er ihnen Lehen (jagir) gab. Dann zwang er die Herrscher der Doab-Region unter seine Gewalt. Erfolgreich schützte er das Reich vor fremden Invasionen: Zweimal wies er Angriffe der Sharqi-Sultanats von Jaunpur ab, unternahm dann selbst eine Offensive und machte Jaunpur zur Provinz von Delhi – mit seinem Sohn Barbak Shah als Vizekönig. Bahlul Khan Lodi regierte 29 Jahre und starb auf einem Feldzug im Juli 1489.

### Sikandar Lodi
Nizam Khan, der zweite Sohn von Bahlul Khan Lodi, wurde mit dem Titel Sikandar Lodi inthronisiert. Er regierte von 1489 bis 1517 und erwies sich als ein begabter Feldherr und annektierte die Territorien von Bihar und den größten Teil des Panjab. Im Zuge seines Kampfes gegen Gwalior verlegte Sikandar Shah Lodi die Hauptstadt des Sultanats ins strategisch vorteilhafter gelegene Agra. Delhi wurde aber weiterhin als geheiligter Mittelpunkt des Reiches angesehen. Im Kerngebiet Delhi-Agra wurde eine gut funktionierende Verwaltung aufgebaut. Sikandar Lodi wurde auch als Förderer der Architektur und anderer Künste bekannt. Unter seiner Regierung erlebte das Delhi-Sultanat eine neue Blütezeit. Sein Hof zog viele Gelehrte, Dichter und Geistliche an, unter ihnen den berühmten Jamali. Übersetzungen aus dem Sanskrit ins Persische wurden offiziell gefördert. Sikandar Shah Lodi starb am 21. November 1517.

### Ibrahim Lodi
Sein Sohn, Ibrahim Lodi (reg. 1517–1526), wurde zum letzten Sultan der Lodi-Dynastie und des Sultanats von Delhi. Die Zeit seiner Herrschaft stand im Zeichen der Spaltung und Entfremdung zwischen dem Sultan und seinen Vasallen. Daulat Khan Lodi, der Gouverneur des Panjab, und der Onkel des Sultans, Alam Khan, konspirierten mit dem timuridischen Herrscher Babur von Kabul und ermunterten ihn zum Feldzug nach Indien. Babur nützte diese Gelegenheit und fiel ins Sultanat von Delhi ein. Ibrahim Lodi wurde am 20. April 1526 in der Ersten Schlacht bei Panipat besiegt und getötet; Delhi und Agra wurden kurz darauf besetzt. Babur, der entschlossen war, in Indien zu bleiben, wurde zum Begründer des Mogulreiches.

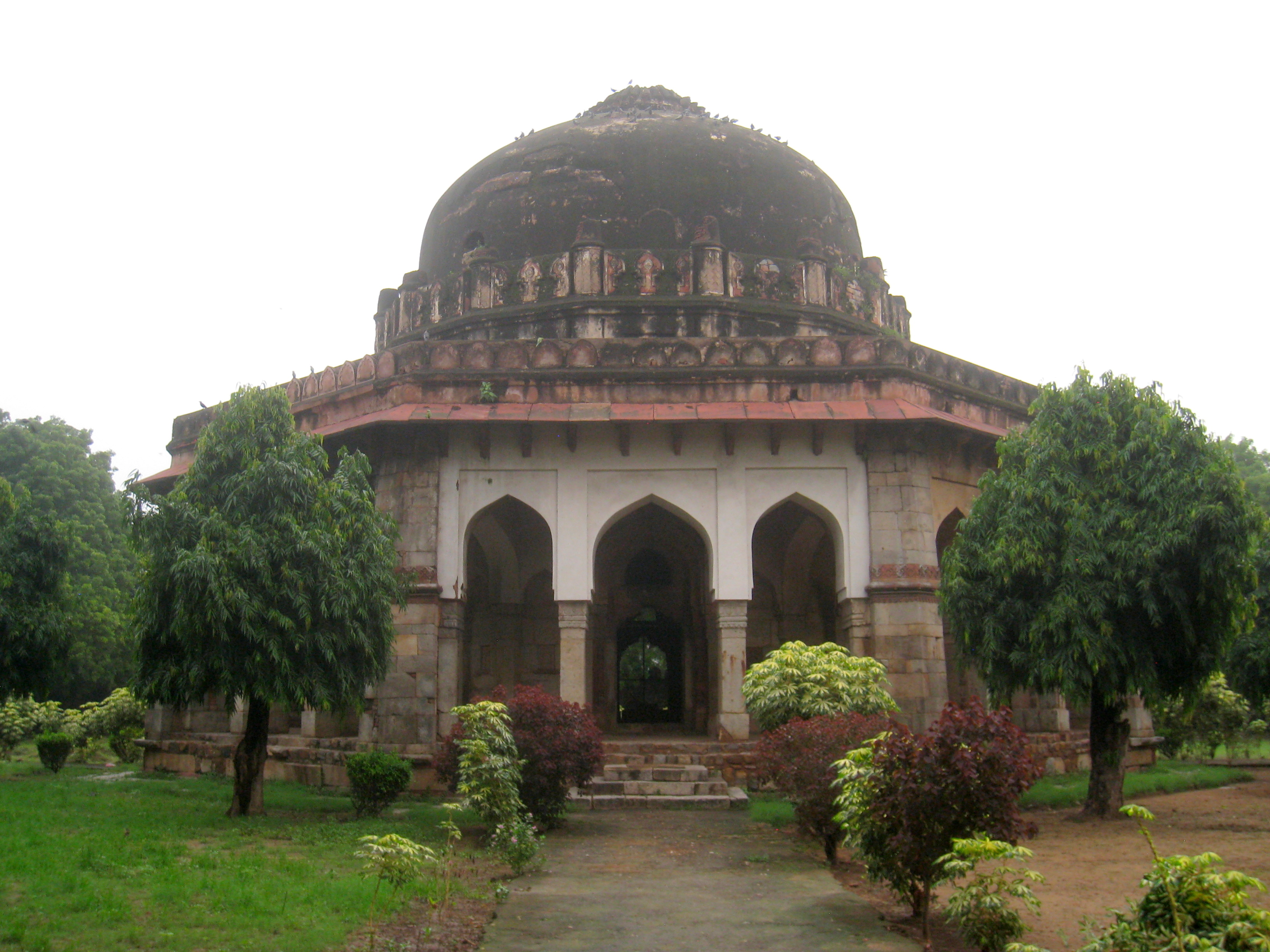
Mausoleum Sikandar Lodis

## Lodi-Gärten
Sikandar Lodi wurde in einem oktogonalen, nach allen Seiten durch Triple-Arkaden geöffneten und von einer zweischaligen und deshalb erhöhten Kuppel bedeckten Mausoleum in den Lodi-Gärten von Delhi beigesetzt. Dieser Bau orientiert sich in seiner Architektur stark am benachbarten, etwa 70 Jahre älteren Grabmal für Mohammed Schah IV., dem dritten Sultan der Sayyid-Dynastie – er gilt jedoch sowohl örtlich als auch zeitlich als unmittelbarer Vorläufer der stilistisch ganz anders gestalteten – nunmehr von viergeteilten und symmetrisch angelegten (Paradies-)Gärten im persischen Stil (Char-Bagh) umgebenen – Grabbauten der Mogul-Dynastie (Humayun-Mausoleum, Akbar-Mausoleum, Itmad-ud-Daulah Mausoleum, Taj Mahal, Bibi-Ka-Maqbara).